# Шкала равнокажущихся интервалов
Шкала равнокажущихся интервалов Л. Тёрстоуна — метод измерения в шкале интервалов психологических и социальных характеристик исследуемых.
Первая шкала равнокажущихся интервалов была описана в работе 1929 года, посвященной социальному исследованию того, как люди относятся к институту церкви.
Исследование проводится в несколько этапов:
1. Первичная разработка обширного поля суждений, наиболее широко выражающих интересующую установку. Для этого в качестве источника суждений, можно использовать высказывания из публикаций, мнения коллег и близких, групповые дискуссии на нужную тему и т. п. Далее идёт первичный отбор. Подбираются суждения недвусмысленные, короткие, не содержащие специальные термины. Также исключаются суждения, относящиеся скорее к прошлому, чем к настоящему и содержащие такие слова, как: «все», «всегда», «никто», «никогда», так как этим словам люди обычно придают различный смысл, что затрудняет интерпретацию. Таким образом, список из 350—400 высказываний сокращается примерно до 150—100.
2. Второй этап — отбор экспертами, позволяющий определить шкальное значение для каждого суждения и провести среди них окончательный отбор. Терстоун разделил всю сумму положительного — отрицательного отношения на 11 категорий (от «А» до «К»), разделенных субъективно равными интервалами. Требование субъективного равенства интервалов между градациями весьма существенно для построения шкалы Терстоуна, и обычно его специально подчеркивают в инструкции для «судей». В этом методе под экспертами понимаются такие же респонденты. То есть эксперты — типичные представители целевой группы. Каждое из утверждений списка печатается на отдельной карточке, которые и раздаются «судьям» (карточки намного удобней списка на листе бумаги, что уменьшает фактор «лености» эксперта). Задача «судей» заключается в том, чтобы разложить суждения по 11 рубрикам соответственно степени выраженного в них благожелательного или неблагожелательного отношения к объекту исследования. «Судей» не просят высказать их собственное мнение, они должны лишь рассортировать высказывания. Шкальное значение (балл) каждого из высказываний определяется распределением оценок «судей», оно является медианой оценок разных экспертов. Выбрасываются те суждения насчет которых мнения «судей» сильно разнятся. Показателем величины разброса оценок является квартильный размах. На этом этапе вводится важное допущение, что дисперсия процесса различения стимулов распределена по нормальному закону, что даёт возможность построить шкалу интервалов.
3. На этом этапе получена удобная «линейка» для измерения нужной характеристики. Далее респондентам предъявляется для оценки 11 высказываний, чтобы они выбрали те, с которыми они согласны, после чего вычисляется среднее арифметическое выбранных суждений, которое рассматривается как показатель респондента по шкале измеряемого свойства.